# Palais Toscan
Le Palais Toscan, parfois aussi appelé palais Thun-Hohenstein, est un massif palais baroque, situé sur le côté ouest de la place Hradcany dans le quartier de Hradčany à Prague. Le bâtiment est actuellement utilisé par le ministère des Affaires étrangères de la République tchèque. 

## Histoire
La construction du palais a commencé par Michael Osvald Thun-Hohenstein avant 1690 sur le site de plusieurs petites maisons résidentielles qui appartenaient jusqu'alors aux Lobkowicz.  Earl Thun avait l'intention de construire sa résidence aristocratique près du château de Prague. En 1718, Anna Marie Françoise de Lorraine, Duchesse de Toscane, achète un bâtiment inachevé à la ville de Thoune. Elle achève ensuite la construction - d'où le nom de ce palais. 
La construction a été réalisée par l'architecte Giovanni Antonio Canevalli, sur le projet de l'architecte français Jean Baptist Mathey. Le bâtiment comprend quatre ailes fermées avec une cour rectangulaire au milieu et deux fontaines dans des niches. La riche façade du palais est ornée de deux blasons toscans, ainsi que de décoration sculptée représentant l'allégorie des arts libéraux de Sedmberg de Jan Brokoff . 
En 1998, le bâtiment a été complètement reconstruit. Pour le public, seuls les espaces de rez-de-chaussée peuvent être accessibles, où divers événements sociaux ont lieu occasionnellement. 

## Galerie

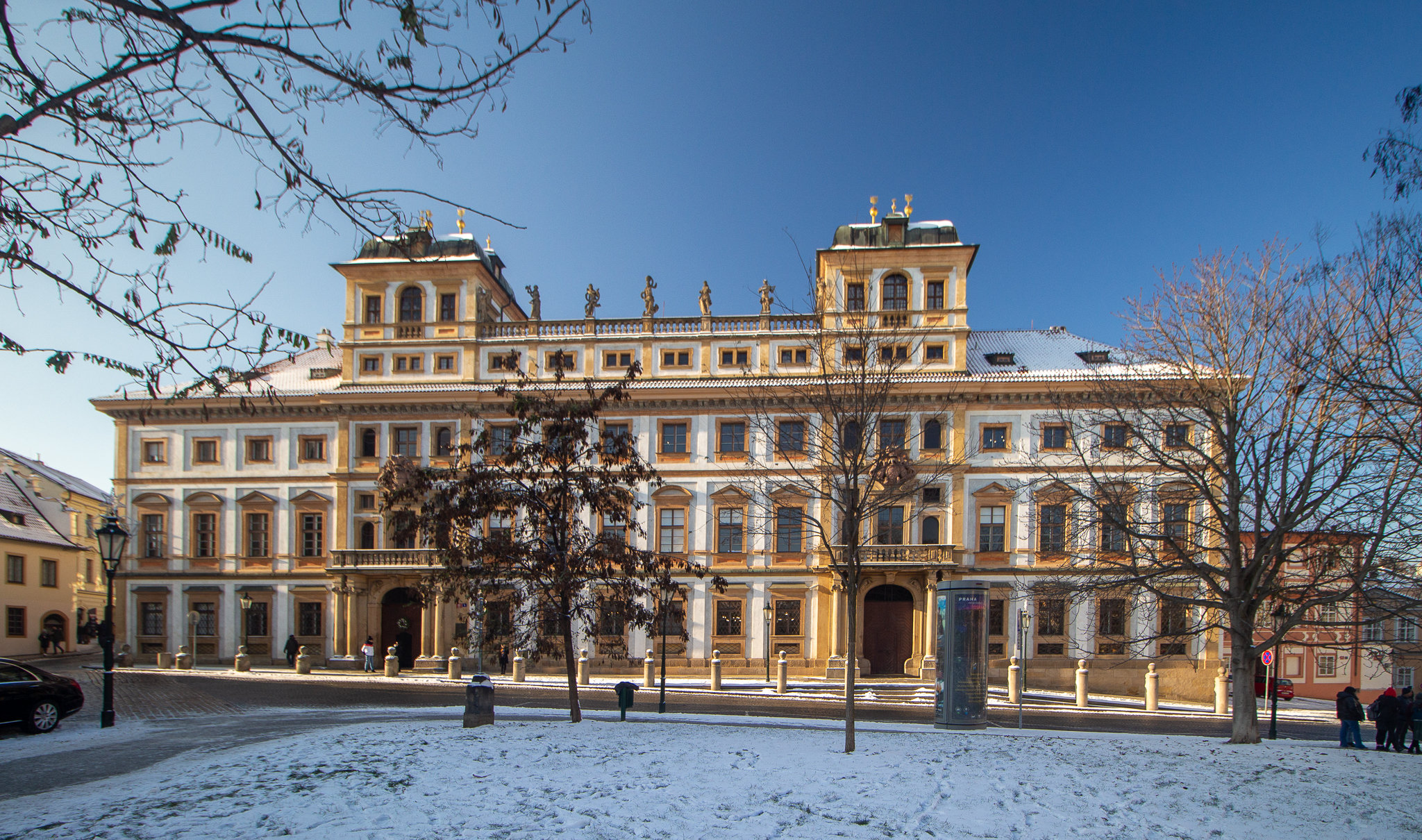
Le palais en 2022
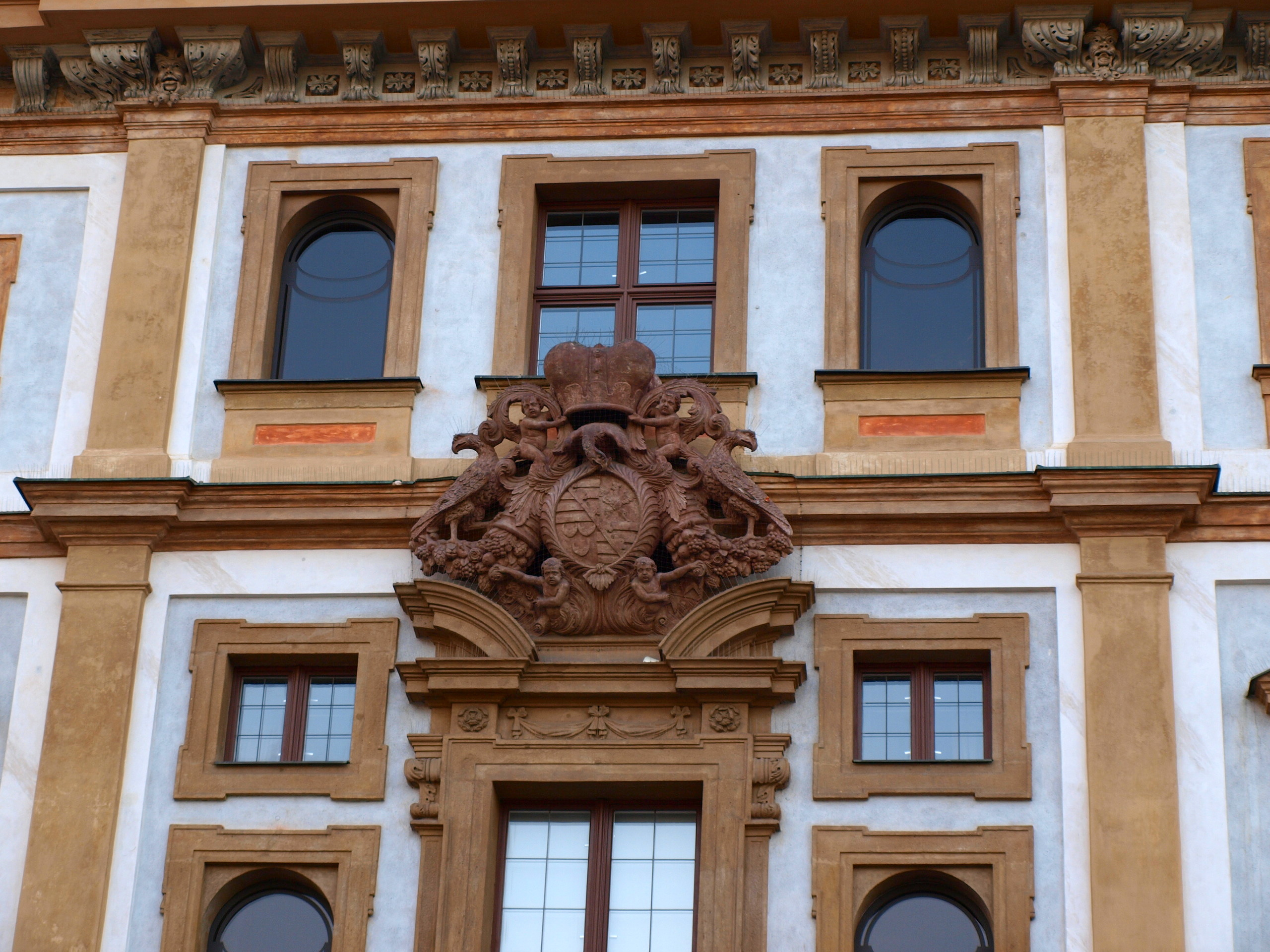
Armoiries au palais toscan
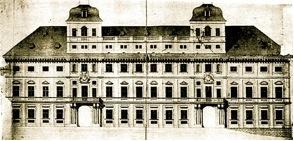
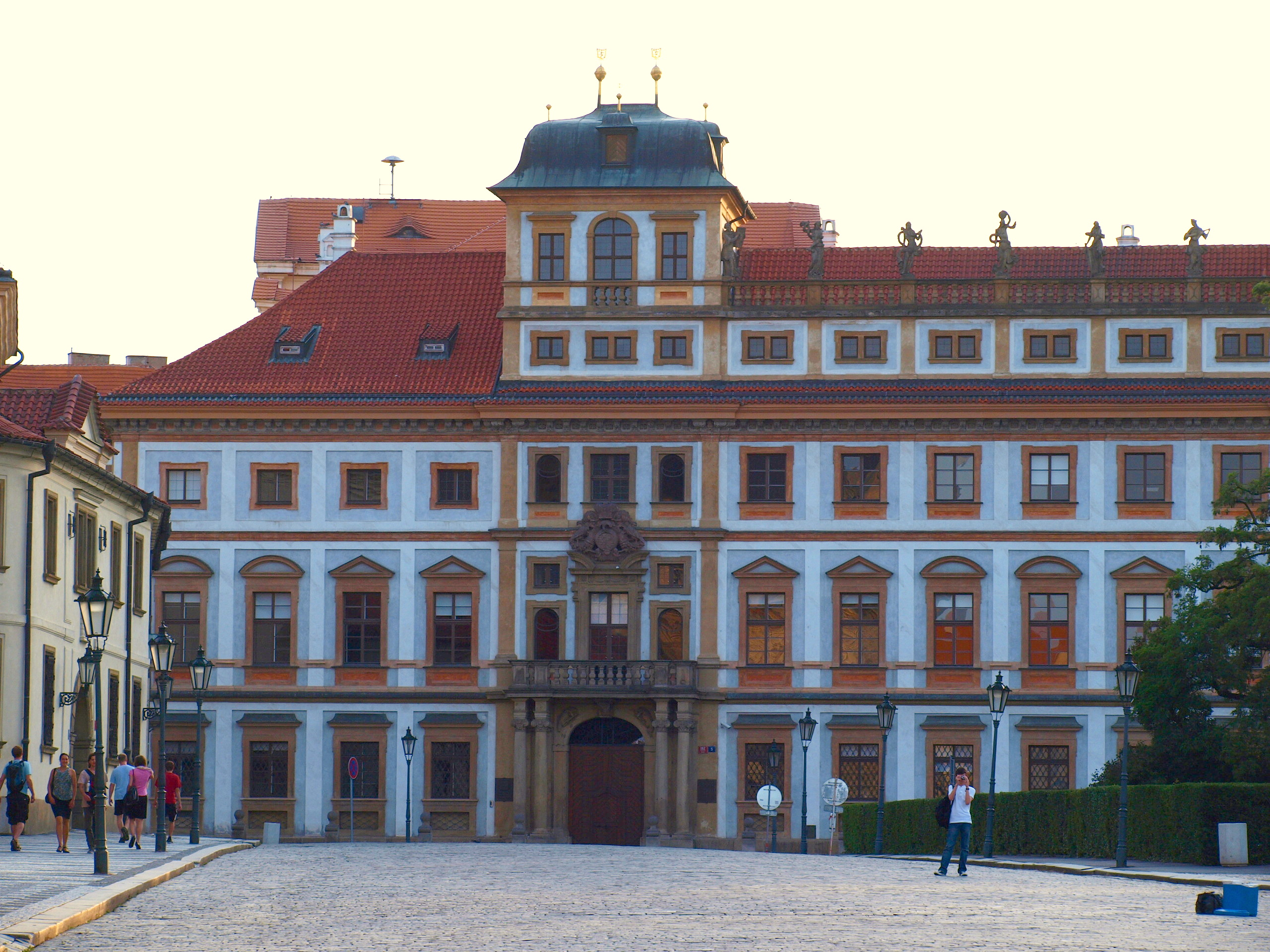